# 3839 Bogaevskij
A 3839 Bogaevskij (ideiglenes jelöléssel 1971 OU) a Naprendszer kisbolygóövében található aszteroida. Nyikolaj Sztyepanovics Csernih fedezte fel 1971. július 26-án.